# 塞格拉泰
塞格拉泰（義大利語：Segrate），是意大利米兰省的一个市镇。总面积17平方公里，人口33916人，人口密度1995.1人/平方公里（2009年）。国家统计（ISTAT）代码为015205。